# Bixa platycarpa
Bixa platycarpa är en tvåhjärtbladig växtart som beskrevs av Hipólito Ruiz López, Amp; Pav. och George Don jr. Bixa platycarpa ingår i släktet Bixa och familjen Bixaceae. Inga underarter finns listade i Catalogue of Life.